# Hesthesis cingulatus
Hesthesis cingulatus là một loài bọ cánh cứng trong họ Cerambycidae.